# Guaraíta
Guaraíta este un oraș în Goiás (GO), Brazilia.